# Морозов, Григорий Павлович (футболист)
Григо́рий Па́влович Моро́зов (род. 6 июня 1994, Ижевск, Россия) — российский футболист, защитник клуба «Бейтар» Иерусалим.

## Карьера
В детстве непродолжительное время занимался танцами. После перехода в футбол в возрасте десяти лет был приглашён в тольяттинскую академию имени Коноплёва. Под влиянием мужа сестры стал болельщиком московского «Динамо». В клубе оказался в 2012 году. В следующем году на протяжении восьми месяцев восстанавливался после тяжёлой травмы, затем был на просмотре в «Крыльях Советов».

### В клубах
Летом 2014 года стал привлекаться к тренировкам основного состава «Динамо». Зимой 2015 года мог перейти в «Крылья Советов», но 12 января 2015 года подписал новый контракт с клубом до 2016 года. Дмитрий Хохлов, тренировавший Морозова в молодёжной команде «Динамо», приглашал его в «Кубань», но Морозов решил остаться в московской команде.
Дебютировал в стартовом составе 2 августа 2015 года в 3-м туре чемпионата России и на 45-й минуте забил гол «Локомотиву» (1:1). В матче 5-го тура против «Урала» (1:0) забил победный гол.
14 февраля 2022 года подписал 2,5-летний контракт со словенским клубом «Целе».
В декабре 2022 года получил израильский паспорт и перешёл в аренду в «Бейтар Иерусалим» до конца сезона 2022/23.

### В сборных
С 2010 года выступал за юношеские сборные России до 16, 17 и 18 лет. В 2014—2015 годах играл за молодёжную сборную.

## Достижения
«Динамо» Москва
- Победитель Первенства ФНЛ: 2016/17

«Бейтар» Израиль
- Обладатель Кубка Израиля: 2022/2023